# Битка у Коралном мору
Битка у Коралном мору је једна од шест великих поморских битака Другог светског рата, које су се одиграле на Тихом океану и у којима су учествовали носачи авиона. Битка у Коралном мору је била прва битка у којој су се флоте сукобиле, а притом нису директно виделе једна другу већ су напале преко хоризонта носачима авиона. Битка се водила искључиво коришћењем авијације, што ће касније постати и карактеристика свих борби на Пацифику.
Главна битка се водила од 4. маја до 8. маја 1942. године између јапанске морнарице (ИЈН) и поморских и ваздушних снага САД и Аустралије. Јапанци су однели тактичку победу, потопили су више непријатељских бродова него Американци, али су Американци по први пут у рату успели да осујете и зауставе нападе Јапанаца. Искуства добијена у овој бици биће значајна у каснијим борбама.

## Позадина битке
До априла 1942. Јапанска царска морнарица овладала је готово свим колонијама западних сила у југоисточном Пацифику. У новој, другој фази ратовања требало је осигурати добијене територије и успоставити њихову ефикасну заштиту. Међутим постављало се питање докле ићи и да ли уопште треба стати са освајањем. Одговор је био у заузимању и последње велике авионске базе и луке савезника на југоистоку Тихог океана на Новој Гвинеји, Порт Моресби, чиме би се и отклонила опасност од савезничког бомбардовања, а уједно и угрозила и сама Аустралија.
Истовремено савезници су се борили да преживе после великих губитака на почетку рата. У циљу повећања морала и да би доказали да ни Јапанци нису нерањиви 17. априла извели су Дулитлов напад на Јапан. Два носача авиона УСС Хорнет (најновији из класе Јорктаун) и УСС Ентерпрајз тајно су пришли Јапану и са неких 655 km од Токија послали 16 авиона Б-25 који су бомбардовали Токио и Јокосуку. Напади нису нанели значајну штету, али је психолошко дејство било много веће. Само пар авиона је успело да слети у Кину. Овај напад додатно је провоцирао Јапанце да брзоплето реагују.

## План
Јапанци су претпостављали да ће Американци заједно са Аустралијом извести евентуалну контраофанзиву из правца југоистока у у троуглу између Порт Морсбија, Рабаула и Тулага. Јапан је превентивним нападом хтео да предухитри ту акцију. Заузимањем Порт Морсбија отклонила би се опасност од ваздушних напада на јапанску територију, јер су се најближи аеродроми савезника после Порт Моресбија налазили тек на тлу Аустралије.
План Јапанаца је био да овладају луком Порт Моресби на Новој Гвинеји. Изградњом аеродрома на овој локацији могли су да угрозе северни део Аустралије. Део плана је био и заузимање острва Тулаги што би осигурало доминацију јапанске морнарице у јужном Пацифику.
Јапан је више пута одлагао инвазију Порт Моресбија, која је требало да почне још у априлу јар се у његовој околини налазила јака савезничка флота. Сама операција заузимања Порт Моресбија звала се план МО.

## Снаге

### Јапанске снаге
Task Force "MO"
- Ударна група носача авиона - Вицеадмирал Такео Такаги
  - носачи авиона Шокаку, Зуикаку
  - крстарице Мјоко, Хагуро
  - разарачи (див. 7) Ушио, Акебоно
  - разарачи (див. 27) Аријаке, Југуре, Ширацују, Шигуре
  - танкер Тохо Мару
- Инвазиона група Тулаги - Контраадмирал Кијохиде Шима
  - минополагачи Окиношима (потопљен), Коеји Мару
  - транспортни брод Азумасан Мару
  - разарачи Кикузуки (потопљен), Јузуки
- Инвазиона група Порт Моресби - Контраадмирал Каџиока
  - Крстарица Јубари
  - Разарачи Оите, Асанаги, Узуки, Муцуки, Мочизуки, Jajoi
  - Транспортна јединица - Контраадмирал Абе
- Support Group - Контраадмирал Марумо
  - Крстарице Тенрју, Тацута
  - Камикава Мару
  - gunboats Keijo Maru, Seikai Maru, Nikkai Maru
- Covering Group - Контраадмирал Гото
  - Носач авиона Шохо (потопљен)
  - Крстарице Аоба, Kako, Кинугаса, Фурутака
  - Разарач Сазанами
- Подморничке снаге - Капетан Нобуру Ишизаки

### Савезничке снаге
Task Force 17 - Rear Admiral Frank Jack Fletcher
- Task Group 17.2 (Attack Group) - Rear Admiral Thomas C. Kinkaid
  - cruisers Minneapolis, New Orleans, Astoria, Chester, Portland
  - destroyers Phelps, Dewey, Farragut, Aylwin, Monaghan
- Task Group 17.3 (Support Group) - Rear Admiral John Crace
  - cruisers Australia, Chicago, Hobart
  - destroyers Perkins, Walke
- Task Group 17.5 (Carrier Group) - Rear Admiral Aubrey Fitch
  - carriers Yorktown, Lexington (sunk)
  - destroyers Morris, Anderson, Hammann, Russell
- Task Group 17.6 (Fueling Group) - Captain John S. Phillips
  - oilers Neosho (sunk), Tippecanoe
  - destroyers Sims (sunk), Worden
- Task Group 17.9 (Search Group) - Commander George H. DeBaun
  - seaplane tender Tangier (with 12 PBY-5 Catalinas)

## Битка
Први борбени маневри почињу 1. маја 1942, када су се савезничке снаге окупиле. Због времена које је било потребно да се бродови натанкују, 2 америчка носача били су неких 100 km удаљена један од другог. Истог дана су аустралијски извиђачки авиони приметили инвазионе снаге како се крећу ка острву Тулаги. Флечер се одмах одлучује на напад и са својом ударном групом (Јорктаун) креће према њима.
Дана 3. маја су јапанске инвазионе снаге заузеле острво Тулаги и успоставиле поморску базу на острву. Јапанци нису били свесни опасности од стране Флечерове групе која им се приближавала.
Са америчког носача авиона Јорктаун 4. маја око 7 сати ујутру полеће 28 лаких бомбардера, 18 торпедних бомбардера и 6 ловаца у пратњи. У три наврата они бомбардују инвазионе снаге са мањим успехом. Потопљен је 1 јапански разарач Кикузуки и пар патролних бродова.
Сада су јапанске снаге постале свесне присуства америчког носача. Јапански носачи крећу у потрагу за Јорктауном заобилазећи Соломонова острва, али Флечер је веђ променио курс и креће према Порт Моресбију да би се срео са Фичовом групом. Повољни тренутак за Јапанце је прошао.
Дана 4. маја испловљава инвазиона флота Јапана према Порт Моресбију под заштитом лаког носача Шохо.
Петог и 6. маја се обе флоте (јапанска и америчка) крећу у правцу Коралног мора. У ноћи између 5. и 6. маја прошле су на удаљености од само 70 mi (110 km) неопажено једна поред друге.
Амерички извиђачки авиони су 6. маја спазили инвазиону флоту на путу за Порт Моресби. Адмирал Флечер је поделио своју флоту и послао мањи део према инвазионој флоти (пар крстарица), већи део је требало да се сукоби са јапанским носачима.
Седмог маја изјутра јапански извиђачки авиони су спазили америчке бродове. Идентификовали су их као носача и крстарицу. Такаги наређује општи напад и одмах шаље авионе, али испоставило се да су то само танкер Нешо заједно са пратњом од једног разарача. Оба брода су потопљена.
У међувремену су Американци лоцирали јапанску инвазиону флоту заједно са подршком, коју је чинила група око помоћног носача авиона Шохо. И Американци су погрешно идентификовали ову групу као групу главних носача авиона. Са америчких носача Лексингтон и Јорктаун је послата велика формација бомбардера од око 92 авиона, који су потопили јапански помоћни носач Шохо и одбили инвазиону флоту. После тог напада Јапанци су повукли своју инвазиону флоту и послали су своје авионе да траже америчке носаче, али без успеха. Само мали део авиона се вратио.
8. мај је био кључни дан битке. Обе флоте су послале извиђачке авионе да траже једна другу.
Готово истовремено су се супротстављене флоте лоцирале. Јапанци шаљу 69 авиона на америчку флоту, а Американци 39 на Јапанце.
Амерички авиони су први напали. Међутим напад није био уигран, амерички лаки бомбардери су морали да сачекају спорије торпедне бомбардере што је дало времена Јапанцима да се спреме за борбу. Зуикаку је успео да се неопажено извуче, а Шокаку је појачао своју групу ловаца. Ипак су у борби амерички бомбардери двапут погодили Шокаку и оштетили га.
Јапански авиони су у међувремену стигли до америчке флоте. Напад је био добро уигран и убрзо се насач Лексингтон нашао у пламену, погодила су га 2 торпеда. Јоркатун, који је био покретљивији, успео је да избегне осам торпеда, али је био погођен једном бомбом, која је изазвала мању штету. Нешто касније Лексингтон тоне, а Јорктаун је повучен ради оправке.
После битке обе стране су се повукле из борбе пошто су претрпеле велике губитке. Јапанци су, пошто су изгубили ваздушни покривач за носача авиона одустали од инвазије Порт Моресбија.

## Последице битке
Ниједна страна није успела да однесе кључну победу. Американци су неповратно изгубили један носач, док је други био оштећен. Међутим Јорктаун ће убрзо бити поправљен и одиграће кључну улогу у бици код Мидвеја.
Америчка морнарица је доста научила из ове битке. Стекла је искуство о одбрани сопствене флоте и о снабдевању флоте. Из напада на јапанске носаче стечено је искуство о координисању авионапада али најбитније је да су Јапанци по први пут били заустављени. Губитак Лексингтона су Американци могли да надокнаде модернијим носачима. Оштећења на Јорктауну су поправљена за само 3 дана.
Јапанци су потопили више бродова и однели су тактичку победу. Дугорочно гледано ово је за њих био пораз јар су 2 носача била дуже времена ван службе. Њихов недостатак ће се и те како осетити у бици код Мидвеја месец дана касније. Макар је само један носач био оштећен, други је у борбама готово остао без авиона. Битка је такође битна због чињенице да су Јапанци после неуспеха да заузму Порт Морсби и пораза код Мидвеја базе у Тулагију и Гвадалканалу оставиле без ефикасне заштите од стране других јапанских острвских база које су убрзо након тога амерички маринци успели да освоје.
Значајан је и губитак искусних јапанских пилота. Јапан је могао да произведе мноштво нових авиона, али је губитак тих пилота у овој бици био ненадокнадив.